# Léa Soldner

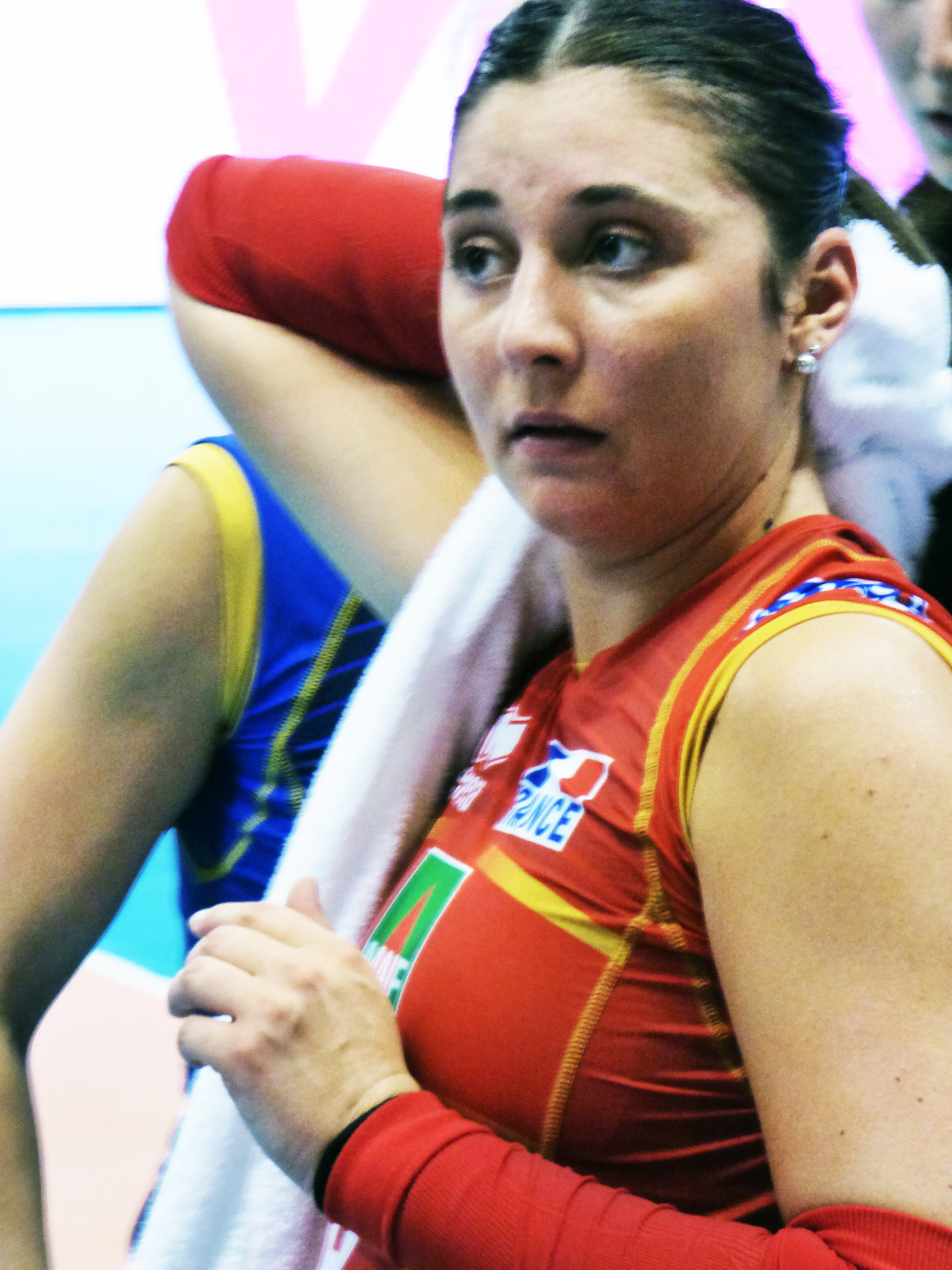
Léa Soldner reprezentantką Francji w 2018 roku

Léa Soldner (ur. 10 lutego 1996) – francuska siatkarka, grająca na pozycji libero.

## Kariera klubowa
| Kariera juniorska | Kariera juniorska | Kariera juniorska | Kariera juniorska | Kariera juniorska | Kariera juniorska | Kariera juniorska | Kariera juniorska | Kariera juniorska | Kariera juniorska | Kariera juniorska |
| ----------------- | ----------------- | ----------------- | ----------------- | ----------------- | ----------------- | ----------------- | ----------------- | ----------------- | ----------------- | ----------------- |
| Lata              | Klub              |                   |                   |                   |                   |                   |                   |                   |                   |                   |
| –2013             | VBC Kingersheim   |                   |                   |                   |                   |                   |                   |                   |                   |                   |
| 2013–2014         | IFVB Toulouse     |                   |                   |                   |                   |                   |                   |                   |                   |                   |
| Kariera seniorska |                   |                   |                   |                   |                   |                   |                   |                   |                   |                   |
| Lata              | Klub              |                   |                   |                   |                   |                   |                   |                   |                   |                   |
| 2014–             | ASPTT Mulhouse    |                   |                   |                   |                   |                   |                   |                   |                   |                   |

## Sukcesy klubowe
Mistrzostwo Francji:
- 2017, 2021
- 2022[1], 2023[2]

Superpuchar Francji:
- 2017[3][4], 2022[5]

Puchar Francji:
- 2021[6], 2025[7]